# دادگاه تمیز
در نظام‌های حقوقی کامن لا، دادگاه تمیز، دادگاهی است که صلاحیت قضایی عمومی این را دارد که به جریان‌های دادرسی مدنی و کیفری رسیدگی کند. دادگاه تمیز نسبت به دادگاه‌های با صلاحیت محدود (ر.ک. دادگاه دعاوی جزئی) «برتر» است، دادگاه دعاوی جزئی به پرونده‌های مدنی مربوط به مبلغ مشخصی از پول، با محدودیت خاص یا پرونده‌های کیفری مربوط به جرایم با ماهیت کمتر جدی رسیدگی می‌کند. دادگاه تمیز ممکن است به فرجام‌خواهی دادگاه‌های پایین‌تر رسیدگی کند (ر.ک. دادگاه تجدیدنظر).

## در حوزه‌های قضایی

### کانادا
دادگاه‌های تمیز در کانادا در سطوح کشوری، استانی و منطقه‌ای وجود دارند.
دادگاه‌های تمیز استانی و منطقه‌ای با صلاحیت اصلی، دادگاه‌هایی با صلاحیت عمومی هستند: همه امور حقوقی در صلاحیت آن‌ها است، مگر اینکه قانون طور دیگری تعیین کرده باشد. صلاحیت آن‌ها به‌طور معمول شامل دعاوی مدنی است که شامل قراردادها، تخلفات، اموال و حقوق خانواده می‌شود. آن‌ها همچنین صلاحیت تعقیب کیفری برای جرایم قابل‌تعقیب را برپایهٔ قانون کیفری کانادا را دارند. آنان همچنین به درخواست‌های مدنی دادگاه‌های استانی و منطقه‌ای «پایین‌تر» و نیز درخواست‌های تجدیدنظر از آن دادگاه‌ها، در موارد محکومیت اجمالی طبق قانون کیفری رسیدگی می‌کنند. آنان همچنین دارای صلاحیت رسیدگی قضایی بر تصمیمات اداری نهادهای دولتی استانی یا منطقه‌ای مانند هیئت‌های کار، دیوان‌های حقوق بشر و صادرکنندگان مجوز هستند.
دادگاه‌های تمیز تجدیدنظر به تجدیدنظرخواهی از دادگاه‌های تمیز صلاحیت اصلی و همچنین دادگاه‌های سطح‌پایین و دیوان‌های اداری رسیدگی می‌کنند. صلاحیت دادگاه‌های تمیز تجدیدنظر کاملاً قانونی است. جزئیات حوزهٔ قضایی آنان بسته به قوانین مصوب دولت فدرال و استان یا منطقهٔ خاص متفاوت خواهد بود.
دولت فدرال تمام قاضی‌های دادگاه‌های تمیز را منصوب می‌کند. قضات دادگاه‌های تمیز استانی برپایهٔ مصوبه قانون اساسی ۱۸۶۷ منصوب می‌شوند، در حالی که قضات دادگاه‌های تمیز منطقه‌ای برپایهٔ قوانین منطقه‌ای مربوطه خود که توسط مجلس کانادا تصویب شده است، منصوب می‌شوند. قضات دادگاه‌های فدرال توسط دولت فدرال برپایهٔ مصوبهٔ دادگاه‌های فدرال منصوب می‌شوند.

### هنگ کنگ
در هنگ کنگ، دادگاه تجدیدنظر نهایی، دادگاه تجدیدنظر و دادگاه بدوی (دو مورد آخر از دادگاه عالی هنگ کنگ تشکیل می‌شوند)،) همگی دادگاه‌های تمیز هستند.

### آفریقای جنوبی
دادگاه‌های تمیز آفریقای جنوبی عبارتند از دادگاه‌های عالی، دادگاه عالی تجدیدنظر و دادگاه قانون اساسی.
دادگاه‌های عالی همان دادگاه‌های بدوی با صلاحیت فضایی عمومی هستند. آن‌ها می‌توانند به همهٔ پرونده‌ها رسیدگی کنند، غیر از مواردی که صلاحیت انحصاری آنان قانوناً به دادگاه دیگری اعطا شده است. با این حال، بیشتر پرونده‌ها در دادگاه‌های صلح یا سایر دادگاه‌های بدوی رسیدگی می‌شوند و درخواست‌های تجدیدنظر از این دادگاه‌ها به گوش دادگاه عالی می‌رسد.
دادگاه عالی تجدیدنظر، صرفاً یک دادگاه تجدیدنظر است که به درخواست‌های دادگاه‌های سطح‌بالا رسیدگی می‌کند. دادگاه قانون اساسی، یک دادگاه تجدیدنظر است که به درخواست تجدیدنظر در مورد موضوعات قانون اساسی، از دادگاه عالی تجدیدنظر یا در برخی موارد مستقیماً از دادگاه‌های عالی رسیدگی می‌کند. دادگاه قانون اساسی نیز گهگاه در نقش دادگاه بدوی، در برخی موارد مطابقت قوانین با قانون اساسی و اقدامات دولت عمل می‌کند.
همچنین دادگاه‌های تمیز تخصصی با صلاحیت انحصاری در مورد برخی موضوعات وجود دارد؛ از جمله دادگاه کار، دادگاه تجدیدنظر کار، دادگاه انتخابات و دادگاه دعاوی زمین.

### بریتانیا
دیوان عالی بریتانیا، دادگاه تجدیدنظر انگلستان و ولز، دیوان عالی دادگستری و دادگاه جزا همگی دادگاه‌های تمیز هستند.

### ایالات متحده آمریکا

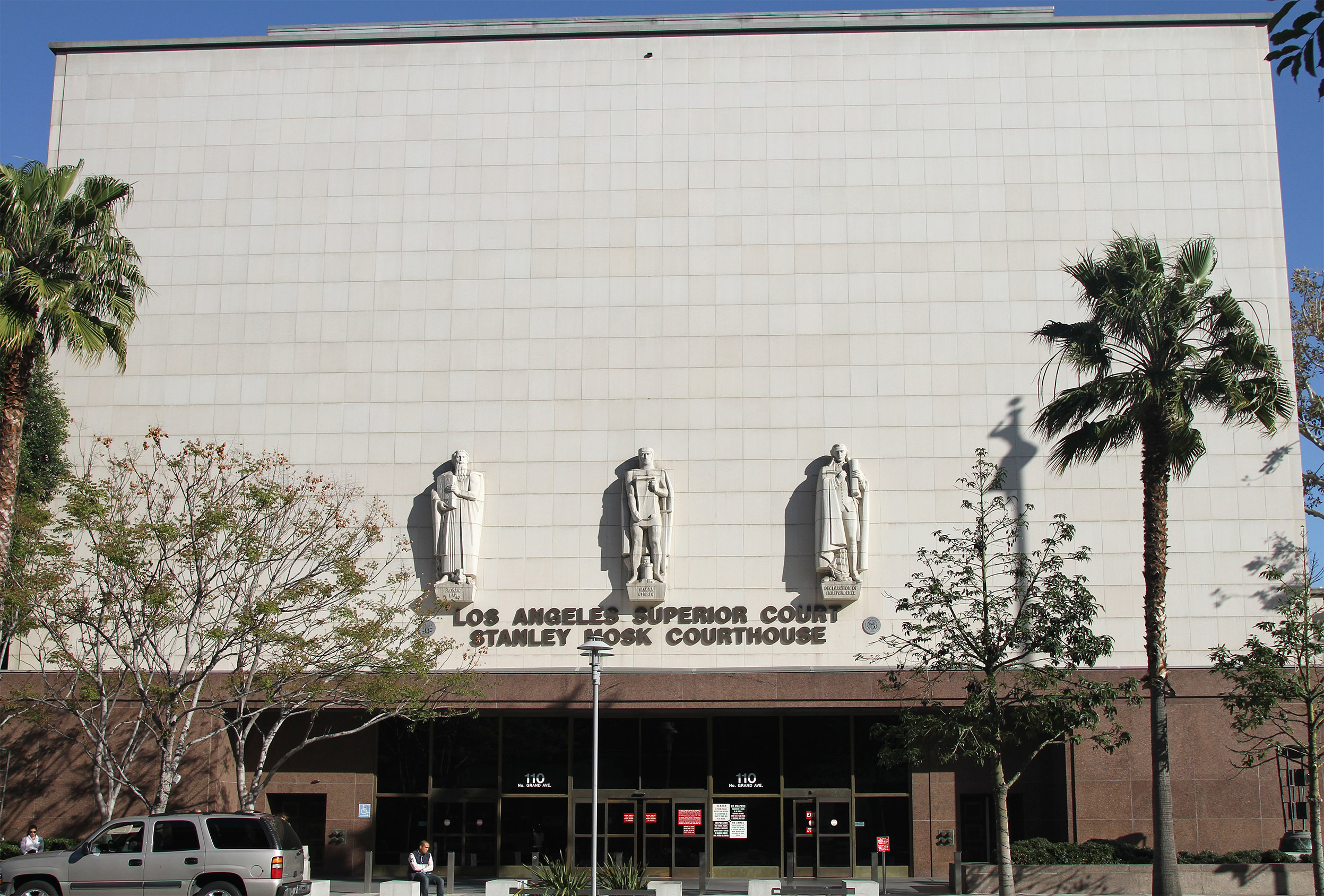
یکی از دادگاه‌های تمیز مرکز لس آنجلس

در شماری از حوزه‌های قضایی ایالات متحده آمریکا، دادگاه عالی یک دادگاه صلح در سطح ایالتی با صلاحیت عمومی است که قدرت رسیدگی و تصمیم‌گیری در مورد هر دعوی مدنی یا کیفری را دارد که به‌طور خاص برای رسیدگی در برخی دادگاه‌های دیگر تعیین نشده است. کالیفرنیا، کنتیکت، واشینگتن، مین، ناحیه کلمبیا و جورجیا همگی نمونه‌هایی از چنین حوزه‌های قضایی هستند. در دیگر ایالت‌ها، دادگاه‌های مشابه همچنین با عنوان‌های دادگاه‌های عرایض عامه (پنسیلوانیا، اوهایو و دیگران)، دادگاه‌های منطقه‌ای (ایلینوی، میشیگان، اورگن و دیگران)، دادگاه‌های ناحیه (لوئیزیانا، تگزاس، هاوایی و دیگران) یا دیوان عالی در نیویورک شناخته می‌شوند.
پیشتر، خیلی از حوزه‌های قضایی دارای دادگاه‌های بدوی با صلاحیت محدود بودند، مانند دادگاه‌های وابسته به شهرداری و دادگاه‌های راهنمایی و رانندگی؛ بنابراین دادگاه‌های سطح بعدی را «تمیز» می‌نامیدند. با این حال، برخی ایالت‌ها، مانند کالیفرنیا، نظام دادگاه‌های خود را یکسان کرده‌اند. در کالیفرنیا، پس از سال ۱۹۹۸ همهٔ دادگاه‌های پایین‌تر در دادگاه‌های تمیز کالیفرنیا ادغام شدند. دادگاه‌های پایین‌تر اکنون تنها زیربخش‌های اداری دادگاه‌های تمیز هستند. دادگاه‌های تمیز از نظر قانونی دیگر نسبت به دادگاه‌های بدوی دیگر برتری ندارند؛ بنابراین، در کالیفرنیا تنها اصطلاحی سنتی از «دادگاه‌های تمیز» باقی مانده است. به‌طور مشابه، دادگاه تمیز ناحیهٔ کلمبیا تنها دادگاه بدوی محلی است و دادگاه‌هایی که «سطح‌پایین» نامیده می‌شوند، بخش‌های این دادگاه هستند، اما به‌عنوان یک دادگاه بدوی، ممکن است به درخواست‌های سازمان‌های اداری مانند هیئت تجدیدنظر ادارهٔ وسایل موتوری یا ادارهٔ فواید عامه رسیدگی کنند.
در پنسیلوانیا، دادگاه تمیز یک دادگاه تجدیدنظر است که به درخواست تجدیدنظر در پرونده‌های کیفری و پرونده‌های مدنی خصوصی، از دادگاه‌های عرایض عامهٔ پنسیلوانیا رسیدگی می‌کند. در نیوجرسی، دادگاه تمیز شامل بخش حقوق و بخش صدارت عظمی (دادگاه‌های بدوی با صلاحیت عمومی که به پرونده‌ها به ترتیب قانونی و منصفانه رسیدگی می‌کند، با پرونده‌هایی که طبق قانون و قواعد دادگاه به بخش‌های مختلف هرکدام اختصاص یافته است) و یک بخش تجدیدنظر است، که درخواست‌های دو بخش دیگر را می‌شنود. قسمت کیفری در بخش حقوق و هیئت خانواده در بخش صدارت عظمی، همچنین به درخواست‌های دادگاه‌های وابسته به شهرداری نیوجرسی، دادگاه‌هایی با صلاحیت محدود برای رسیدگی به پرونده‌های کیفری سطح‌پایین و صدور دستور منع موقت در پرونده‌های خشونت خانگی رسیدگی می‌کنند. در مین، دادگاه تمیز هم یک دادگاه بدوی با صلاحیت عمومی و هم یک دادگاه تجدیدنظر است، که به درخواست‌های دادگاه ناحیه مین در انواع خاصی از پرونده‌ها و همچنین درخواست‌های بیشتر سازمان‌های ایالتی و شهری، رسیدگی می‌کند.

## در فرهنگ مردمی
- دادگاه تمیز یک برنامه تلویزیونی محبوب روزانه در دههٔ ۱۹۸۰ بود.[۲۴]